# 52. ceremonia wręczenia nagród Grammy
52. ceremonia wręczenia nagród Grammy miała miejsce 31 stycznia 2010 roku w Staples Center w Los Angeles. Dwa dni wcześniej wyróżnieniem specjalnym, MusiCares Person of the Year, odznaczony został Neil Young. Podczas telewizyjnej transmisji na żywo wręczonych zostało tylko 10 ze 109 nagród. Pozostałe przyznano wcześniej, podczas części ceremonii, która nie była emitowana.
Beyoncé Knowles wygrała w sumie sześć statuetek, ustanawiając nowy rekord dla największej liczby nagród zdobytych podczas jednej ceremonii przez kobietę. Taylor Swift otrzymała cztery trofea, podczas gdy The Black Eyed Peas, Jay-Z i Kings of Leon zdobyli po trzy nagrody. Wśród artystów, którzy wygrali po dwie Grammy są: A.R. Rahman, Colbie Caillat, Eminem, Kanye West, Lady Gaga, Maxwell, Jason Mraz oraz Rihanna.
Nagrodę dla albumu roku otrzymał Fearless Taylor Swift. „Use Somebody” zespołu rockowego Kings of Leon wygrał w kategorii nagranie roku, a „Single Ladies (Put a Ring on It)”, z tekstem autorstwa Thaddisa Harrella, Beyoncé Knowles, Teriusa Nasha i Christophera Stewarta, został uhonorowany statuetką dla piosenki roku.

## Występy
Na gali wystąpili:
| Artysta                                                                                         | Piosenka                                                                      |
| ----------------------------------------------------------------------------------------------- | ----------------------------------------------------------------------------- |
| Lady Gaga Elton John                                                                            | „Poker Face” „Speechless” „Your Song”                                         |
| Green Day obsada musicalu American Idiot                                                        | „21 Guns”                                                                     |
| Beyoncé Knowles                                                                                 | „If I Were a Boy” „You Oughta Know”                                           |
| Pink                                                                                            | „Glitter in the Air”                                                          |
| The Black Eyed Peas                                                                             | „Imma Be” „I Gotta Feeling”                                                   |
| Lady Antebellum                                                                                 | „Need You Now”                                                                |
| Jamie Foxx T-Pain Slash Doug E. Fresh                                                           | „Blame It”                                                                    |
| Zac Brown Band Leon Russell                                                                     | „America the Beautiful” „Dixie Lullaby” „Chicken Fried”                       |
| Taylor Swift Stevie Nicks Butch Walker                                                          | „Today Was a Fairytale” „Rhiannon” „You Belong with Me”                       |
| Hołd wobec Michaela Jacksona Céline Dion Usher Carrie Underwood Jennifer Hudson Smokey Robinson | „Earth Song”                                                                  |
| Bon Jovi Jennifer Nettles                                                                       | „We Weren’t Born to Follow” „Who Says You Can’t Go Home” „Livin’ on a Prayer” |
| Andrea Bocelli Mary J. Blige David Foster                                                       | „Bridge over Troubled Water”                                                  |
| Dave Matthews Band                                                                              | „You and Me”                                                                  |
| Maxwell Roberta Flack                                                                           | „Pretty Wings”/„Where Is the Love”                                            |
| Hołd wobec Lesa Paula Jeff Beck Imelda May                                                      | „How High the Moon”                                                           |
| Drake Lil Wayne Eminem Travis Barker                                                            | „Drop the World” „Forever”                                                    |

## Prezenterzy
Wśród prezenterów byli:
- Simon Baker
- Kristen Bell
- Justin Bieber
- Jeff Bridges
- Jonas Brothers
- Stephen Colbert
- Alice Cooper
- Sheryl Crow
- Kaley Cuoco
- Miley Cyrus
- Mos Def
- Plácido Domingo
- Robert Downey Jr.
- Josh Duhamel
- Wyclef Jean
- Norah Jones
- Juanes
- Ke$ha
- Miranda Lambert
- John Legend
- LL Cool J
- Jennifer Lopez
- Ricky Martin
- Lea Michele
- Chris O’Donnell
- Katy Perry
- Lionel Richie
- Adam Sandler
- Carlos Santana
- Ryan Seacrest
- Seal
- Ringo Starr
- Quentin Tarantino
- Keith Urban

## Nagrody

### Nagrody specjalne
MusiCares Person of the Year
- Neil Young

Lifetime Achievement Award
- Leonard Cohen
- Bobby Darin (pośmiertnie)
- David „Honeyboy” Edwards
- Michael Jackson (pośmiertnie)
- Loretta Lynn
- André Previn
- Clark Terry

Trustees Award
- Harold Bradley
- Florence Greenberg
- Walter C. Miller

Technical Grammy Award
- AKG
- Thomas Alva Edison

President’s Merit Award
- Doug Morris
- Kenny Burrell
- Ken Ehrlich
- Plácido Domingo

### Obszar generalny
Lista składa się ze wszystkich nominowanych, a zwycięzcy są pogrubieni.
Album of the Year
- I Am... Sasha Fierce – Beyoncé Knowles
  - Bangladesh, Ian Dench, D-Town, Toby Gad, Sean Garrett, Amanda Ghost, Jim Jonsin, Beyoncé Knowles, Rico Love, Dave McCracken, Terius Nash, Radio Killa, Stargate, Christopher Stewart, Ryan Tedder & Wayne Wilkins, produkcja; Jim Caruana, Mikkel S. Eriksen, Toby Gad, Kuk Harrell, Jim Jonsin, Jaycen Joshua, Dave Pensado, Radio Killa, Mark „Spike” Stent, Ryan Tedder, Brian Thomas, Marcos Továr, Miles Walker & Wayne Wilkins, inżynieria/miks; Tom Coyne, mastering
- The E.N.D. – The Black Eyed Peas
  - Apl.de.ap, Jean Baptiste, Printz Board, DJ Replay, Funkagenda, David Guetta, Keith Harris, & will.i.am, produkcja; Dylan Dresdow, Padraic Kerin & will.i.am, inżynieria/miks; Chris Bellman, mastering
- The Fame – Lady Gaga
  - Flo Rida, Colby O’Donis & Space Cowboy, goście muzyczni; Brian & Josh, Rob Fusari, Martin Kierszenbaum, RedOne & Space Cowboy, produkcja; 4Mil, Robert Orton, RedOne, Dave Russell & Tony Ugval, inżynieria/miks; Gene Grimaldi, mastering
- Big Whiskey and the GrooGrux King – Dave Matthews Band
  - Jeff Coffin, Tim Reynolds & Rashawn Ross, Rob Cavallo, produkcja; Chris Lord-Alge & Doug McKean, inżynieria/miks; Ted Jensen, mastering
- Fearless – Taylor Swift
  - Colbie Caillat, gość muzyczny; Nathan Chapman & Taylor Swift, producers; Chad Carlson, Nathan Chapman & Justin Niebank, inżynieria/miks; Hank Williams, mastering

Record of the Year
- „Halo” – Beyoncé Knowles
  - Beyoncé Knowles & Ryan Tedder, produkcja; Jim Caruana, Mark „Spike” Stent & Ryan Tedder, inżynieria/miks
- „I Gotta Feeling” – The Black Eyed Peas
  - David Guetta & Frederick Riesterer, produkcja; will.i.am, Dylan „3-D” Dresdow & Padraic „Padlock” Kerin, inżynieria/miks
- „Use Somebody” – Kings of Leon
  - Jacquire King & Angelo Petraglia, produkcja; Jacquire King, inżynieria/miks
- „Poker Face” – Lady Gaga
  - Lady Gaga RedOne, produkcja; Robert Orton, RedOne & Dave Russell, inżynieria/miks
- „You Belong with Me” – Taylor Swift
  - Nathan Chapman & Taylor Swift, produkcja; Chad Carlson & Justin Niebank, inżynieria/miks

Song of the Year
- „Poker Face” – Lady Gaga
  - Lady Gaga & RedOne, autor tekstu
- „Pretty Wings” – Maxwell
  - Hod David & Musze, autor tekstu
- „Single Ladies (Put a Ring on It)” – Beyoncé
  - Thaddis Harrell, Beyoncé Knowles, Terius Nash & Christopher Stewart, autor tekstu
- „Use Somebody” – Kings of Leon
  - Caleb Followill, Jared Followill, Matthew Followill & Nathan Followill, autor tekstu
- „You Belong With Me” – Taylor Swift
  - Liz Rose & Taylor Swift, autor tekstu

Best New Artist
- Zac Brown Band
- Keri Hilson
- MGMT
- Silversun Pickups
- The Ting Tings

### Pop
Best Female Pop Vocal Performance
- „Hometown Glory” – Adele
- „Halo” – Beyoncé Knowles
- „Hot N Cold” – Katy Perry
- „Sober” – Pink
- „You Belong with Me” – Taylor Swift

Best Male Pop Vocal Performance
- „This Time” – John Legend
- „Love You” – Maxwell
- „Make It Mine” – Jason Mraz
- „If You Don’t Know Me by Now” – Seal
- „All About The Love Again” – Stevie Wonder

Best Pop Performance By A Duo Or Group With Vocals
- „I Gotta Feeling” – The Black Eyed Peas
- „We Weren’t Born to Follow” – Bon Jovi
- „Never Say Never” – The Fray
- „Sara Smile” – Daryl Hall & John Oates
- „Kids” – MGMT

Best Pop Collaboration With Vocals
- „Sea of Heartbreak” – Rosanne Cash & Bruce Springsteen
- „Love Sex Magic” – Ciara & Justin Timberlake
- „Lucky – Jason Mraz & Colbie Caillat
- „Baby, It’s Cold Outside” – Norah Jones & Willie Nelson
- „Breathe” – Taylor Swift & Colbie Caillat

Best Pop Instrumental Performance
- „Bésame Mucho” – Herb Alpert
- „Throw Down Your Heart” – Béla Fleck
- „The Fire” – Imogen Heap
- „Phoenix Rise” – Maxwell
- „Funk Joint” – Marcus Miller

Best Pop Instrumental Album
- In Boston – Chris Botti
- Legacy – Hiroshima
- Potato Hole – Booker T. Jones
- Modern Art – The Rippingtons feat. Russ Freeman
- Down the Wire – Spyro Gyra

Best Pop Vocal Album
- The E.N.D. – The Black Eyed Peas
- Breakthrough – Colbie Caillat
- All I Ever Wanted – Kelly Clarkson
- The Fray – The Fray
- Funhouse – Pink

### Dance
Best Dance Recording
- „Boom Boom Pow” – The Black Eyed Peas
  - will.i.am, Jean Baptiste & Poet Name Life, produkcja; Dylan Dresdow, miks
- „When Love Takes Over” – David Guetta & Kelly Rowland
  - David Guetta & Frédéric Riesterer, produkcja; Veronica Ferraro, miks
- „Poker Face” – Lady Gaga
  - RedOne, produkcja; Robert Orton, RedOne & Dave Russell, miks
- „Celebration” – Madonna
  - Madonna & Paul Oakenfold, produkcja; Demacio Castellon, miks
- „Womanizer” – Britney Spears
  - K. Briscoe, produkcja; Serban Ghenea, miks

Best Electronic/Dance Album
- Divided By Night – The Crystal Method
- One Love – David Guetta
- The Fame – Lady Gaga
- Party Rock – LMFAO
- Yes – Pet Shop Boys

### Pop tradycyjny
Best Traditional Pop Vocal Album
- A Swingin’ Christmas – Tony Bennett
- Michael Bublé Meets Madison Square Garden – Michael Bublé
- Your Songs – Harry Connick Jr.
- Liza's at The Palace...! – Liza Minnelli
- American Classic – Willie Nelson

### Rock
Best Rock Solo Vocal Performance
- „Beyond Here Lies Nothin'” – Bob Dylan
- „Change In The Weather” – John Fogerty
- „Dreamer” – Prince
- „Working on a Dream” – Bruce Springsteen
- „Fork in the Road” – Neil Young

Best Rock Performance By a Duo/Group w/ Vocals
- „Can’t Find My Way Home” – Eric Clapton & Steve Winwood
- „Life in Technicolor II” – Coldplay
- „21 Guns” – Green Day
- „Use Somebody” – Kings of Leon
- „I’ll Go Crazy If I Don’t Go Crazy Tonight” – U2

Best Hard Rock Performance
- „War Machine” – AC/DC
- „Check My Brain” – Alice in Chains
- „What I’ve Done” (na żywo) – Linkin Park
- „The Unforgiven III” – Metallica
- „Burn it to the Ground” – Nickelback

Best Metal Performance
- „Dissident Aggressor” – Judas Priest
- „Set to Fail” – Lamb of God
- „Head Crusher” – Megadeth
- „Señor Peligro” – Ministry
- „Hate Worldwide” – Slayer

Best Rock Instrumental Performance
- „A Day in the Life” – Jeff Beck
- „Warped Sister” – Booker T. Jones
- „Playing With Fire” – Brad Paisley
- „Mr. Surfer Goes Jazzin'” – The Brian Setzer Orchestra
- „Now We Run” – Steve Vai

Best Rock Song
- „The Fixer” – Pearl Jam
  - Matt Cameron, Stone Gossard, Mike McCready & Eddie Vedder, autor tekstu
- „I’ll Go Crazy If I Don’t Go Crazy Tonight” – U2
  - Bono, Adam Clayton, The Edge & Larry Mullen Jr., autor tekstu
- „21 Guns” – Green Day
  - Billie Joe Armstrong, Mike Dirnt & Tré Cool, autor tekstu
- „Use Somebody” – Kings of Leon
  - Caleb Followill, Jared Followill, Matthew Followill & Nathan Followill, autor tekstu
- „Working on a Dream” – Bruce Springsteen

Best Rock Album
- Black Ice – AC/DC
- Live from Madison Square Garden – Eric Clapton & Steve Winwood
- 21st Century Breakdown – Green Day
- Big Whiskey and the GrooGrux King – Dave Matthews Band
- No Line on the Horizon – U2

### Muzyka alternatywna
Best Alternative Music Album
- Everything That Happens Will Happen Today – David Byrne & Brian Eno
- The Open Door EP – Death Cab for Cutie
- Sounds of the Universe – Depeche Mode
- Wolfgang Amadeus Phoenix – Phoenix
- It’s Blitz! – Yeah Yeah Yeahs

### R&B
Best Female R&B Vocal Performance
- „Single Ladies (Put a Ring on It)” – Beyoncé Knowles
- „It Kills Me” – Melanie Fiona
- „That Was Then” – Lalah Hathaway
- „Goin’ Thru Changes” – Ledisi
- „Lions, Tigers & Bears” – Jazmine Sullivan

Best Male R&B Vocal Performance
- „The Point of It All” – Anthony Hamilton
- „Pretty Wings” – Maxwell
- „SoBeautiful” – Musiq Soulchild
- „Under” – Pleasure P
- „There Goes My Baby” – Charlie Wilson

Best R&B Performance By a Duo/Group W/ Vocals
- „Blame It” – Jamie Foxx & T-Pain
- „Chocolate High” – India.Arie & Musiq Soulchild
- „IfULeave” – Musiq Soulchild & Mary J. Blige
- „Higher Ground” – Robert Randolph & The Clark Sisters
- „Love Has Finally Come at Last” – Calvin Richardson & Ann Nesby

Best Traditional R&B Vocal Performance
- „At Last” – Beyoncé Knowles
- „Soul Music” – Anthony Hamilton
- „Don’t Let Me Be Lonely Tonight” – Boney James & Quinn
- „Sow Love” – Ann Nesby
- „Woman Gotta Have It” – Calvin Richardson

Best Urban/Alternative Performance
- „Daykeeper” – The Foreign Exchange
- „All Matter” – Robert Glasper & Bilal
- „Pearls” – India.Arie & Dobet Gnahore
- „A Tale Of Two” – Eric Roberson, Ben O’Neill & Michelle Thompson
- „Blend” – Tonex

Best R&B Song
- „Blame It” – Jamie Foxx & T-Pain
  - James T. Brown, John Conte Jr., Jamie Foxx, Christopher Henderson, Brandon R. Melanchon, Breyon Prescott, T-Pain & Nathan L. Walker, autor tekstu
- „Lions, Tigers & Bears” – Jazmine Sullivan
  - Salaam Remi & Jazmine Sullivan, autor tekstu
- „Pretty Wings” – Maxwell
  - Hod David & Musze, autor tekstu
- „Single Ladies (Put A Ring On It)” – Beyoncé
  - Thaddis Harrell, Beyoncé Knowles, Terius Nash & Christopher Stewart, autor tekstu
- „Under” – Pleasure P
  - D. Babbs, L. Bereal, M. Cooper, A. Dixon, J. Franklin, T. Jones, R. New & K. Stephens, autor tekstu

Best R&B Album
- The Point Of It All – Anthony Hamilton
- Testimony: Vol. 2, Love & Politics – India.Arie
- Turn Me Loose – Ledisi
- BLACKsummers'night – Maxwell
- Uncle Charlie – Charlie Wilson

Best Contemporary R&B Album
- I Am... Sasha Fierce – Beyoncé Knowles
- Intuition – Jamie Foxx
- The Introduction of Marcus Cooper – Pleasure P
- Ready – Trey Songz
- Thr33 Ringz – T-Pain

### Rap
Best Rap Solo Performance
- „Best I Ever Had” – Drake
- „Beautiful” – Eminem
- „D.O.A. (Death Of Auto-Tune)” – Jay-Z
- „Day 'N' Nite” – Kid Cudi
- „Casa Bey” – Mos Def

Best Rap Performance By a Duo/Group
- „Too Many Rappers” – Beastie Boys & Nas
- „Crack A Bottle” – Eminem, Dr. Dre & 50 Cent
- „Money Goes, Honey Stay” – Fabolous & Jay-Z
- „Make Her Say” – Kid Cudi, Kanye West & Common
- „Amazing” – Kanye West & Young Jeezy

Best Rap/Sung Collaboration
- „Ego” – Beyoncé Knowles & Kanye West
- „Knock You Down” – Keri Hilson, Kanye West & Ne-Yo
- „Run This Town” – Jay-Z, Rihanna & Kanye West
- „I’m on a Boat” – The Lonely Island & T-Pain
- „Dead and Gone” – T.I. & Justin Timberlake

Best Rap Song
- „Best I Ever Had” – Drake
  - Aubrey Drake Graham, D. Hamilton & M. Samuels, autor tekstu
- „Day 'N' Nite” – Kid Cudi
  - S. Mescudi & O. Omishore, autor tekstu
- „Dead and Gone” – T.I. & Justin Timberlake
  - C. Harris, R. Tadross & J. Timberlake, autor tekstu
- „D.O.A. (Death Of Auto-Tune)” – Jay-Z
  - Shawn Carter & Ernest Wilson, autor tekstu
- „Run This Town” – Jay-Z, Rihanna & Kanye West
  - Shawn Carter, R. Fenty, M. Riddick, Kanye West & E. Wilson, autor tekstu

Best Rap Album
- Universal Mind Control – Common
- Relapse – Eminem
- R.O.O.T.S. – Flo Rida
- The Ecstatic – Mos Def
- The Renaissance – Q-Tip

### Country
Best Female Country Vocal Performance
- „Dead Flowers” – Miranda Lambert
- „I Just Call You Mine” – Martina McBride
- „White Horse” – Taylor Swift
- „Just a Dream” – Carrie Underwood
- „Solitary Thinkin'” – Lee Ann Womack

Best Male Country Vocal Performance
- „All I Ask For Anymore” – Trace Adkins
- „People Are Crazy” – Billy Currington
- „High Cost of Living” – Jamey Johnson
- „Living for the Night” – George Strait
- „Sweet Thing” – Keith Urban

Best Country Performance by a Duo/Group With Vocals
- „Cowgirls Don’t Cry” – Brooks & Dunn
- „Chicken Fried” – Zac Brown Band
- „I Run to You” – Lady Antebellum
- „Here Comes Goodbye” – Rascal Flatts
- „It Happens” – Sugarland

Best Country Collaboration w/ Vocals
- „Beautiful World” – Dierks Bentley & Patty Griffin
- „Down the Road” – Kenny Chesney & Mac McAnally
- „Start a Band” – Brad Paisley & Keith Urban
- „I Told You So” – Carrie Underwood & Randy Travis
- „Everything But Quits” – Lee Ann Womack & George Strait

Best Country Instrumental Performance
- „Under The (Five) Wire” – Alison Brown
- „The Crystal Merchant” – The Greencards
- „Mansinneedof” – Sarah Jarosz
- „Producer’s Medley” – Steve Wariner

Best Country Song
- „All I Ask For Anymore” – Trace Adkins
  - Casey Beathard & Tim James, autor tekstu
- „High Cost of Living” – Jamey Johnson
  - Jamey Johnson & James T. Slater, autor tekstu
- „I Run to You” – Lady Antebellum
  - Tom Douglas, Dave Haywood, Charles Kelley & Hillary Scott, autor tekstu
- „People Are Crazy” – Billy Currington
  - Bobby Braddock & Troy Jones, autor tekstu
- „White Horse” – Taylor Swift
  - Liz Rose & Taylor Swift, autor tekstu

Best Country Album
- The Foundation – Zac Brown Band
- Twang – George Strait
- Fearless – Taylor Swift
- Defying Gravity – Keith Urban
- Call Me Crazy – Lee Ann Womack

### New Age
Best New Age Album
- Faith – Jim Brickman
- Prayer For Compassion – David Darling
- Laserium for the Soul – Henta
- In A Dream – Peter Kater, Dominic Miller, Kenny Loggins & Jaques Morelenbaum
- Impressions Of The West Lake – Kitaro

### Jazz
Best Contemporary Jazz Instrumental Album
- Urbanus – Stefon Harris & Blackout
- Sounding Point – Julian Lage
- At World’s Edge – Philippe Saisse
- Big Neighborhood – Mike Stern
- 75 – Joe Zawinul & The Zawinul Syndicate

Best Jazz Vocal Album
- No Regrets – Randy Crawford (& Joe Sample)
- Dedicated To You: Kurt Elling Sings The Music Of Coltrane And Hartman – Kurt Elling
- So In Love – Roberta Gambarini
- Tide – Luciana Souza
- Desire – Tierney Sutton (Band)

Best Jazz Instrumental Solo Performance
- „Dancin’ 4 Chicken” – Terence Blanchard
- „All Of You” – Gerald Clayton
- „Ms. Garvey, Ms. Garvey” – Roy Hargrove
- „On Green Dolphin Street” – Martial Solal
- „Villa Palmeras” – Miguel Zenón

Best Jazz Instrumental Album
- Quartet Live – Gary Burton, Pat Metheny, Steve Swallow & Antonio Sánchez
- Brother To Brother – The Clayton Brothers
- Five Peace Band – Chick Corea & John McLaughlin Five Peace Band
- Rememberance – John Patitucci Trio
- The Bright Mississippi – Allen Toussaint

Best Large Jazz Ensemble Album
- Legendary – Bob Florence
- Eternal Interlude – John Hollenbeck
- Fun Time – Sammy Nestico & SWR Big Band
- Book One – New Orleans Jazz Orchestra
- Lab 2009 – University of North Texas One O’Clock Lab Band

Best Latin Jazz Album
- Things I Wanted To Do – Chembo Corniel
- Áurea – Geoffrey Keezer
- Brazilliance X 4 – Claudio Roditi
- Juntos Para Siempre – Bebo Valdés & Chucho Valdés
- Esta Plena – Miguel Zenón

### Gospel
Best Gospel Performance
- „Free to Be Me” – Francesca Battistelli
- „Jesus Is Love” – Heather Headley & Smokie Norful
- „I Believe” – Jonny Lang & Fisk Jubilee Singers
- „Wait On The Lord” – Donnie McClurkin & Karen Clark Sheard
- „Born Again” – Third Day & Lacey Mosley

Best Gospel Song
- „Born Again” – Third Day
- „City on Our Knees” – TobyMac
- „Every Prayer” – Israel Houghton & Mary Mary
- „God in Me” – Mary Mary Featuring Kierra Sheard
- „The Motions” – Matthew West

Best Rock or Rap Gospel Album
- The Big Picture – Da' T.R.U.T.H.
- Crash – Decyfer Down
- Innocence & Instinct – Red
- Live Revelations – Third Day
- The Dash – John Wells – The Tonic

Best Pop/Contemporary Gospel Album
- Speaking Louder Than Before – Jeremy Camp
- The Power Of One – Israel Houghton
- The Long Fall Back To Earth – Jars Of Clay
- Love Is On The Move – Leeland
- Freedom – Mandisa

Best Southern/Country/Bluegrass Gospel Album
- Jason Crabb – Jason Crabb
- Dream On – Ernie Haase & Signature Sound
- The Rock – Tracy Lawrence
- In God’s Time – Barry Scott & Second Wind
- Everyday – Triumphant Quartet

Best Traditional Gospel Album
- God Don’t Never Change – Ashley Cleveland
- The Law Of Confession, Part I – Donald Lawrence & Co.
- Oh Happy Day – (Various Artists)
  - Bill Hearn, Ken Levitan, Ken Pennell, Jack Rovner & Cedric Thompson, producers
- The Journey Continues – The Williams Brothers
- How I Got Over – Vickie Winans

Best Contemporary R&B Gospel Album
- Audience of One – Heather Headley
- Renewed – Sheri Jones-Moffett
- Just James – J Moss
- Smokie Norful: Live – Smokie Norful
- Bold Right Life – Kierra Sheard

### Muzyka latynoamerykańska
Best Latin Pop Album
- 5to Piso – Ricardo Arjona
- Te Acuerdas... – Francisco Céspedes
- Sin Frenos – La Quinta Estación
- Hu Hu Hu – Natalia Lafourcade
- Gran City Pop – Paulina Rubio

Best Latin Rock, Alternative or Urban Album
- Río – Aterciopelados
- Y. – Bebe
- Los de Atras Vienen Conmigo – Calle 13
- La Luz del Ritmo – Los Fabulosos Cadillacs
- La Revolución – Wisin & Yandel

Best Tropical Latin Album
- Asi Soy – Isaac Delgado
- Ciclos – Luis Enrique
- Guasábara – José Lugo Orchestra
- Gracias – Omara Portuondo
- Bach In Havana – Tiempo Libre

Best Regional Mexican Album
- Corazón Ranchero – Shaila Dúrcal
- Necesito de Ti – Vicente Fernández
- Compañeras – Mariachi Reyna de Los Angeles
- 10 Aniversario – Mariachi Divas de Cindy Shea
- Pegadito Al Corazón – Joan Sebastian

Best Tejano Album
- Borders y Bailes – Los Texmaniacs
- Divina – Stefani Montiel
- All the Way Live – Jay Perez
- Point of View – Joe Posada
- Radiación Musical – Sunny Sauceda y Todo Eso

Best Norteño Album
- Dejame Soñar – Cumbre Norteña
- El Niño de Oro – El Compa Chuy
- Pese a Quien le Pese – Los Rieleros del Norte
- Tu Noche con... Los Tigres del Norte – Los Tigres del Norte
- Soy Todo Tuyo – Los Tucánes de Tijuana

Best Banda Album
- Se Nos Murio el Amor – El Güero Y Su Banda Centenario
- Mas Adelante – La Arrolladora Banda el Limón de Rene Camacho
- Derecho de Antiguedad – La Original Banda el Limón de Salvador Lizárraga
- Tu Esclavo y Amo – Lupillo Rivera

### American Roots
Best Americana Album
- Together Through Life – Bob Dylan
- Electric Dirt – Levon Helm
- Willie and the Wheel – Willie Nelson & Asleep At The Wheel
- Wilco (The Album) – Wilco
- Little Honey – Lucinda Williams

Best Bluegrass Album
- Could We Get Any Closer? – Jim Lauderdale
- The Crow: New Songs for the 5-String Banjo – Steve Martin
- Buckaroo Blue Grass – Michael Martin Murphey
- Almost Live – Bryan Sutton And Friends
- Destination Life – Rhonda Vincent

Best Traditional Blues Album
- A Stranger Here – Ramblin’ Jack Elliott
- Blue Again – The Mick Fleetwood Blues Band & Rick Vito
- Rough & Tough – John P. Hammond
- Stomp! The Blues Tonight – Duke Robillard
- Chicago Blues: A Living History – różni artyści
  - Larry Skoller, produkcja

Best Contemporary Blues Album
- This Time – The Robert Cray Band
- The Truth According to Ruthie Foster – Ruthie Foster
- Live: Hope at the Hideout – Mavis Staples
- Back To The River – Susan Tedeschi
- Already Free – The Derek Trucks Band

Best Traditional Folk Album
- Cutting Loose – David Holt & Josh Goforth
- Naked With Friends – Maura O’Connell
- Polka Cola: Music That Refreshes – Jimmy Sturr & His Orchestra
- Singing Through The Hard Times: A Tribute to Utah Phillips – różni artyści
  - Jacqui Morse, Kendall Morse & Dan Schatz, produkcja
- High Wide & Handsome: The Charlie Poole Project – Loudon Wainwright III

Best Contemporary Folk Album
- Middle Cyclone – Neko Case
- Our Bright Future – Tracy Chapman
- Live – Shawn Colvin
- Secret, Profane & Sugarcane – Elvis Costello
- Townes – Steve Earle

Best Hawaiian Music Album
- He Nani – Tia Carrere & Daniel Ho
- Friends & Family Of Hawaii – Amy Hanaialii
- Nani Mau Loa: Everlasting Beauty Ho’okena
- Masters of Hawaiian Slack Key Guitar, Volume 2 – różni artyści
  - Daniel Ho, George Kahumoku Jr., Paul Konwiser & Wayne Wong, produkcja

Best Native American Music Album
- Siyotanka – Michael Brant DeMaria
- Spirit Wind North – Bill Miller
- True Blue – Northern Cree
- Wind Songs – Native American Flute Solos John Two-Hawks
- Riders Of The Healing Road Johnny Whitehorse

Best Zydeco Or Cajun Music Album
- Alligator Purse – Beausoleil Avec Michael Doucet
- Lay Your Burden Down – Buckwheat Zydeco
- Stripped Down – The Magnolia Sisters
- Live at 2009 New Orleans Jazz & Heritage Festival – Pine Leaf Boys
- L’Ésprit Créole – Cedric Watson et Bijou Créole

### Reggae
Best Reggae Album
- Rasta Got Soul – Buju Banton
- Brand New Me – Gregory Isaacs
- Awake – Julian Marley
- Mind Control – Acoustic – Stephen Marley
- Imperial Blaze – Sean Paul

### Muzyka światowa
Best Traditional World Music Album
- Ancient Sounds – Rahim Alhaj i Amjad Ali Khan
- Double Play – Liz Carroll & John Doyle
- Douga Mansa – Mamadou Diabate
- La Guerra No – John Santos Y El Coro Folklórico Kindembo
- Drum Music Land – Ten Drum Art Percussion Group

Best Contemporary World Music Album
- Welcome To Mali – Amadou & Mariam
- Throw Down Your Heart: Tales from the Acoustic Planet, Vol. 3 – Africa Sessions – Béla Fleck
- Day By Day – Femi Kuti
- Seya – Oumou Sangare
- Across the Divide: A Tale of Rhythm & Ancestry – Omar Sosa

### Muzyka dziecięca
Best Children’s Music Album
- American Heroes #3 – Jonathan Sprout
- Banjo to Beatbox – Cathy & Marcy & Christylez Bacon
- Family Time – Ziggy Marley
- Great Day – Milkshake
- Jumpin’ & Jammin' – Greg & Steve
- Pete Seeger Tribute – Ageless Kids’ Songs – Buck Howdy

Best Children’s Spoken Word Album
- Aaaaah! Spooky, Scary Stories & Songs – Buck Howdy
- Captain Nobody – Dean Pitchford
- Nelson Mandela’s Favorite African Folktales – Samuel L. Jackson, Scarlett Johansson, Helen Mirren, Forest Whitaker & różni artyści
  - Sharon Gelman, Michele McGonigle & Alfre Woodard, produkcja
- The Phantom Tollbooth – David Hyde Pierce
- Scat – Ed Asner
- Through the Looking-Glass and What Alice Found There – Harlan Ellison

### Spoken Word
Best Spoken Word Album
- Always Looking Up – Michael J. Fox
- Jonathan Winters – A Very Special Time – Jonathan Winters
- The Lincoln-Douglas Debates – Richard Dreyfuss & David Strathairn
- The Maltese Falcon – różni artyści, w tym: Michael Madsen, Sandra Oh, Edward Herrmann & OthersYuri Rasovsky
  - Josh Stanton, producers
- We Can Have Peace In The Holy Land – Jimmy Carter
- Wishful Drinking – Carrie Fisher

### Muzyka komediowa
Best Comedy Album
- Back from the Dead – Spinal Tap
- A Colbert Christmas: The Greatest Gift of All! – Stephen Colbert
- Internet Leaks – „Weird Al” Yankovic
- My Weakness Is Strong – Patton Oswalt
- Suckin' It for the Holidays – Kathy Griffin
- Tall, Dark & Chicano – George Lopez

### Show muzyczne
Best Musical Show Album
- Ain’t Misbehavin'
- Hair
- 9 to 5: The Musical
- Shrek the Musical
- West Side Story

### Film, TV i inne wizualne media
Best Compilation Soundtrack Album
- Cadillac Records – różni artyści
- Quentin Tarantino’s Inglourious Basterds
- Slumdog Millionaire – różni artyści, A.R. Rahman (produkcja)
- True Blood
- Twilight

Best Score Soundtrack Album
- The Curious Case Of Benjamin Button – Alexandre Desplat
- Harry Potter And The Half-Blood Prince – Nicholas Hooper
- Milk – Danny Elfman
- Star Trek – Michael Giacchino, Varèse Sarabande
- Up – Michael Giacchino

Best Song Written For Motion Picture, Television Or Other Visual Media
- „All Is Love” (z Where the Wild Things Are)
  - Karen O & Nick Zinner, autor tekstu (Karen O & The Kids)
- „Decode” (z Twilight)
  - Josh Farro, Hayley Williams & Taylor York, autor tekstu (Paramore)
- „Jai Ho” (ze Slumdog Millionaire)
  - A.R. Rahman, Sukhwinder Singh, Tanvi Shah, Mahalaxmi Iyer & Vijay Prakash, autor tekstu (A.R. Rahman, Gulzar & Sukhwinder Singh)
- „Once in a Lifetime” (z Cadillac Records)
  - Ian Dench, James Dring, Amanda Ghost, Beyoncé Knowles, Scott McFarnon & Jody Street, autor tekstu (Beyoncé)
- „The Wrestler” (From The Wrestler)
  - Bruce Springsteen, autor tekstu (Bruce Springsteen)

### Kompozycja i aranżacja
Best Instrumental Composition
- „Borat In Syracuse”
  - Paquito D’Rivera, kompozycja (Paquito D’Rivera Quintet)
- „Counting To Infinity”
  - Tim Davies, kompozycja (Tim Davies Big Band)
- „Fluffy”
  - Bob Florence, kompozycja (Bob Florence Limited Edition)
- „Ice-Nine”
  - Steve Wiest, kompozycja (University Of North Texas One O’Clock Lab Band)
- „Married Life” (From Up)”
  - Michael Giacchino, kompozycja (Michael Giacchino)

Best Instrumental Arrangement
- „Emmanuel”
  - Jeremy Lubbock, aranżacja (Chris Botti & Lucia Micarelli)
- „Hope”
  - Vince Mendoza, aranżacja (Jim Beard With Vince Mendoza & The Metropole Orchestra)
- „Slings And Arrows”
  - Vince Mendoza, aranżacja (Chuck Owen & The Jazz Surge)
- „Up With End Credits” (z Up)
  - Michael Giacchino & Tim Simonec, aranżacja (Michael Giacchino)
- „West Side Story Medley”
  - Bill Cunliffe, aranżacja (Resonance Big Band)

Best Instrumental Arrangement Accompanying Vocalist(s)
- „A Change Is Gonna Come”
  - David Foster & Jerry Hey, aranżacja (Seal)
- „Dedicated To You”
  - Laurence Hobgood, aranżacja (Kurt Elling)
- „In The Still Of The Night”
  - Thomas Zink, aranżacja (Anne Walsh)
- „My One And Only Thrill”
  - Vince Mendoza, aranżacja (Melody Gardot)
- „Quiet Nights”
  - Claus Ogerman, aranżacja (Diana Krall)

### Opakowanie
Best Recording Package
- Back From The Dead
  - Brian Porizek, dyrekcja artystyczna (Spinal Tap)
- Everything That Happens Will Happen Today
  - Stefan Sagmeister, dyrekcja artystyczna (David Byrne & Brian Eno)
- Middle Cyclone
  - Neko Case & Kathleen Judge, dyrekcja artystyczna (Neko Case)
- Splitting Adam
  - Jeff Harrison, dyrekcja artystyczna (Splitting Adam)
- Tathagata
  - Szu Wei Cheng & Hui Chen Huang, dyrekcja artystyczna (Various Artists)

Best Boxed/Special Limited Edition
- A Cabinet of Curiosities
  - Mathieu Bitton & Scott Webber, dyrekcja artystyczna (Jane’s Addiction)
- The Clifford Ball
  - Masaki Koike, dyrekcja artystyczna (Phish)
- Everything That Happens Will Happen Today
  - Stefan Sagmeister, dyrekcja artystyczna (David Byrne & Brian Eno)
- Lost in the Sound of Separation
  - Jordan Butcher, dyrekcja artystyczna (Underoath)
- Neil Young The Archives Vol. 1 1963–1972
  - Gary Burden, Jenice Heo & Neil Young, dyrekcja artystyczna (Neil Young)

### Notatki albumowe
Best Album Notes
- The Complete Louis Armstrong Decca Sessions (1935-1946)
  - Dan Morgenstern, autor notatek albumowych (Louis Armstrong)
- Dance-O-Mania: Harry Yerkes And The Dawn Of The Jazz Age, 1919-1923
  - Mark Berresford, autor notatek albumowych (The Happy Six)
- Gonzo: The Life And Work Of Dr. Hunter S. Thompson – Music From The Film
  - Douglas Brinkley & Johnny Depp, autor notatek albumowych (Various Artists)
- My Dusty Road
  - Ed Cray & Bill Nowlin, autor notatek albumowych (Woody Guthrie)
- Origins Of The Red Hot Mama, 1910-1922
  - Lloyd Ecker & Susan Ecker, autor notatek albumowych (Sophie Tucker)

### Historia
Best Historical Album
- The Complete Chess Masters (1950-1967)
  - Andy McKaie, produkcja; Erick Labson, mastering (Little Walter)
- My Dusty Road
  - Scott Billington, Michael Creamer & Bill Nowlin, produkcja; Doug Pomeroy, mastering (Woody Guthrie)
- Origins Of The Red Hot Mama, 1910-1922
  - Meagan Hennessey & Richard Martin, produkcja; Richard Martin, mastering (Sophie Tucker)
- Take Me To The Water: Immersion Baptism In Vintage Music And Photography 1890-1950
  - Steven Lance Ledbetter & Jim Linderman, produkcja; Robert Vosgien, mastering (Various Artists)
- Woodstock – 40 Years On: Back To Yasgur’s Farm
  - Cheryl Pawelski, Mason Williams & Andy Zax, produkcja; Dave Schultz, mastering (Various Artists)

### Produkcja rozrywkowa
Best Engineered Album, Non Classical
- Ellipse
  - Imogen Heap, inżynieria (Imogen Heap)
- Gossip In The Grain
  - Ethan Johns & Dominic Monks, inżynieria (Ray LaMontagne)
- My One And Only Thrill
  - Helik Hadar & Al Schmitt, inżynieria (Melody Gardot)
- Safe Trip Home
  - Jon Brion, Grippa, Greg Koller and Jim Scott, inżynieria (Dido)
- Swan Feathers
  - Richard Alderson, Chris Allen, Roman Klun, Lawrence Manchester, Rob Mounsey, Jay Newland, Gene Paul, Jamie Polaski & Gordie Sampson, inżynieria (Leslie Mendelson)

Producer of the Year, Non Classical
- T Bone Burnett
  - Moonalice (Moonalice) (A)
  - Secret, Profane & Sugarcane (Elvis Costello) (A)
- Ethan Johns
  - Gossip In The Grain (Ray LaMontagne) (A)
- Larry Klein
  - Acadian Driftwood (Zachary Richard) (T)
  - Bare Bones (Madeleine Peyroux) (A)
  - My One And Only Thrill (Melody Gardot) (A)
  - Our Bright Future (Tracy Chapman) (A)
  - Tide (Luciana Souza) (A)
- Greg Kurstin
  - It’s Not Me, It’s You (Lily Allen) (A)
  - Ray Guns Are Not Just The Future (The Bird And The Bee) (A)
- Brendan O’Brien
  - Black Ice (AC/DC) (A)
  - Crack The Skye (Mastodon) (A)
  - The Fixer (Pearl Jam) (S)
  - Killswitch Engage (Killswitch Engage) (A)
  - Working On A Dream (Bruce Springsteen) (A)

Best Remixed Recording, Non-Classical
- „Don’t Believe in Love” (Dennis Ferrer Objektivity Mix) – Dennis Ferrer, remiks (Dido)
- „The Girl and the Robot” (Jean Elan Remix) – Jean Elan, remiks (Röyksopp)
- „I Want You” (Dave Aude Remix) – Dave Aude, remiks (Dean Coleman Featuring DCLA)
- „No You Girls” (Trentemøller Remix) – Anders Trentemøller, remiks (Franz Ferdinand)
- „When Love Takes Over” (Electro Extended Remix) – David Guetta, remiks (David Guetta Featuring Kelly Rowland)

### Produkcja, dźwięk przestrzenny
Best Surround Sound Album
- Colabs
  - David Miles Huber, David Miles Huber, David Miles Huber, David Miles Huber, Allen Hart, DJ Muad’Deep, Seren Wen, Musetta, Henta, Marcell Marias & Gail Pettis
- Flute Mystery
  - Morten Lindberg & Hans Peter L’Orange, Morten Lindberg, Morten Lindberg, Emily Beynon, Vladimir Ashkenazy, Fred Johnny Berg, Catherine Beynon & Philharmonia Orchestra
- Kleiberg: Treble & Bass
  - Morten Lindberg & Hans Peter L’Orange, Morten Lindberg, Morten Lindberg, Daniel Reuss, Trondheim Symfoniorkester, Marianne Thorsen & Göran Sjölin
- 1970 – 1975
  - Nick Davis, Tony Cousins, Nick Davis, Genesis
- Transmigration
  - Michael Bishop, Michael Bishop, Elaine Martone, Robert Spano, Atlanta Symphony Orchestra & Choruses

### Produkcja poważna
Best Engineered Album, Classical
- Britten: Billy Budd – Neil Hutchinson & Jonathan Stokes, Daniel Harding, Nathan Gunn, Ian Bostridge, Gidon Saks, Neal Davies, Jonathan Lemalu, Matthew Rose, London Symphony Chorus & London Symphony Orchestra
- Mahler: Symphony No. 8; Adagio From Symphony No. 10 – Peter Laenger, Michael Tilson Thomas & San Francisco Symphony
- QSF Plays Brubeck – Judy Kirschner, Quartet San Francisco
- Ravel: Daphnis Et Chloé – Jesse Lewis & John Newton, James Levine, Tanglewood Festival Chorus & Boston Symphony Orchestra
- Shostakovich: Symphonies Nos. 1 & 15 – John Newton & Dirk Sobotka, Walerij Giergijew & Orchestra Of The Mariinsky Theatre

Producer of the Year, Classical
- Blanton Alspaugh
  - Carlson, David: Anna Karenina (Stewart Robertson, Christine Abraham, Sarah Colburn, Robert Gierlach, Christian Van Horn, Kelly Kaduce, Opera Theatre Of Saint Louis & Saint Louis Symphony Orchestra)
  - Menotti: Amahl And The Night Visitors; My Christmas (Alastair Willis, Ike Hawkersmith, Kirsten Gunlogson, Dean Anthony, Todd Thomas, Kevin Short, Bart LeFan, Chicago Symphony Chorus, Nashville Symphony Chorus & Nashville Symphony Orchestra)
  - Ravel: L’Enfant Et Les Sortilèges (Alastair Willis, Julie Boulianne, Chicago Symphony Chorus, Chattanooga Boys Choir, Nashville Symphony Chorus & Nashville Symphony Orchestra)
  - Schubert: Death And The Maiden (JoAnn Falletta &; Buffalo Philharmonic Orchestra)
  - Sierra, Roberto: Missa Latina ‘Pro Pace’ (Andreas Delfs, Nathaniel Webster, Heidi Grant Murphy, Milwaukee Symphony Chorus & Milwaukee Symphony Orchestra)
- Steven Epstein
  - Adams: Doctor Atomic Symphony (David Robertson & Saint Louis Symphony Orchestra)
  - Bernstein: Mass (Marin Alsop, Jubilant Sykes, Asher Edward Wulfman, Morgan State University Choir, Peabody Children’s Chorus & Baltimore Symphony Orchestra)
  - Corigliano: A Dylan Thomas Trilogy (Leonard Slatkin, George Mabry, sir Thomas Allen, Nashville Symphony Chorus & Nashville Symphony Orchestra)
  - Fauré: Piano Quintets (Fine Arts Quartet & Cristina Ortiz)
  - Yo-Yo Ma & Friends: Songs Of Joy And Peace (Yo-Yo Ma & Various Artists)
- John Fraser
  - Britten: Billy Budd (Daniel Harding, Nathan Gunn, Ian Bostridge, Gidon Saks, Neal Davies, Jonathan Lemalu, Matthew Rose, London Symphony Chorus & London Symphony Orchestra)
  - Midsummer Night (Kate Royal, Edward Gardner, Crouch End Festival Chorus & Orchestra Of English National Opera)
  - Schubert: Schwanengesang (Ian Bostridge & Antonio Pappano)
  - Shadows Of Silence (Leif Ove Andsnes, Franz Welzer-Möst & Sinfonieorchester Des Bayerischen Rundfunks)
- David Frost
  - An American Journey (Eroica Trio)
  - Journey To The New World (Sharon Isbin, Mark O’Connor & Joan Baez)
  - Korngold: Violin Concerto; Schauspiel Overture; Much Ado About Nothing (Philippe Quint, Carlos Miguel Prieto & Orquesta Sinfonica de Mineria)
  - Mozart: Piano Concertos 21 & 22 (Jonathan Biss & Orpheus Chamber Orchestra)
  - O’Connor, Mark: String Quartets Nos. 2 & 3 (Ida Kavafian, Mark O’Connor, Paul Neubauer & Matt Haimovitz)
- James Mallinson
  - MacMillan, James: St. John Passion (Sir Colin Davis, Christopher Maltman, London Symphony Chorus & London Symphony Orchestra)
  - Mahler: Symphony No. 8 (Walerij Giergijew, Choir Of Eltham College, Choral Arts Society Of Washington, London Symphony Chorus & London Symphony Orchestra)
  - Shostakovich: Symphonies Nos. 1 & 15 (Walerij Giergijew & Orchestra Of The Mariinsky Theatre)
  - Shostakovich: The Nose (Walerij Giergijew, Andrei Popov, Sergei Semishkur, Vladislav Sulimsky, Chorus Of The Mariinsky Theatre & Orchestra Of The Mariinsky Theatre)

### Muzyka poważna
Best Classical Album
- Bernstein: Mass
  - Marin Alsop, dyrygent; Jubilant Sykes; Steven Epstein, Richard King, Asher Edward Wulfman; Baltimore Symphony Orchestra; Morgan State University Choir & Peabody Children’s Chorus
- Mahler: Symphony No. 8; Adagio From Symphony No. 10
  - Michael Tilson Thomas, dyrygent; Ragnar Bohlin, Kevin Fox & Susan McMane, Andreas Neubronner, Peter Laenger, Andreas Neubronner, Laura Claycomb, Anthony Dean Griffey, Katarina Karnéus, Quinn Kelsey, James Morris, Yvonne Naef, Elza van den Heever & Erin Wall; San Francisco Symphony; Pacific Boychoir, San Francisco Girls Chorus & San Francisco Symphony Chorus
- Ravel: Daphnis et Chloé
  - James Levine, dyrygent; Elizabeth Ostrow, Jesse Lewis & John Newton, Mark Donahue, Boston Symphony Orchestra; Tanglewood Festival Chorus
- Ravel: L’Enfant et les Sortilèges
  - Alastair Willis, dyrygent; Julie Boulianne; Blanton Alspaugh, Mark Donahue & John Hill, Nashville Symphony Orchestra; Chattanooga Boys Choir, Chicago Symphony Chorus & Nashville Symphony Chorus
- Shostakovich: The Nose
  - Walerij Giergijew, dyrygent; Andrei Popov, Sergei Semishkur & Vladislav Sulimsky; James Mallinson, John Newton & Dirk Sobotka, Mark Donahue, Orchestra Of The Mariinsky Theatre; Chorus Of The Mariinsky Theatre

Best Orchestra Performance
- „Berlioz: Symphonie Fantastique”
  - Simon Rattle, dyrygent (Susan Graham; Berliner Philharmoniker)
- „Bruckner: Symphony No. 5”
  - Benjamin Zander, dyrygent (Philharmonia Orchestra)
- „Ravel: Daphnis Et Chloé”
  - James Levine, dyrygent (Boston Symphony Orchestra; Tanglewood Festival Chorus)
- „Shostakovich: Symphonies Nos. 1 & 15”
  - Walerij Giergijew, dyrygent (Orchestra Of The Mariinsky Theatre)
- „Szymanowski: Symphonies Nos. 1 & 4”
  - Antoni Wit, dyrygent (Jan Krzysztof Broja, Ewa Marczyk & Marek Marczyk; Warsaw Philharmonic Orchestra)

Best Opera Recording
- „Britten: Billy Budd”
  - Daniel Harding, dyrygent; Ian Bostridge, Neal Davies, Nathan Gunn, Jonathan Lemalu, Matthew Rose & Gidon Saks; John Fraser, London Symphony Orchestra; Gentlemen Of The London Symphony Chorus
- „Messiaen: Saint François D’Assise”
  - Ingo Metzmacher, dyrygent; Armand Arapian, Hubert Delamboye, Rod Gilfry, Henk Neven, Tom Randle & Camilla Tilling; Ferenc van Damme, dyrygent, The Hague Philharmonic, Chorus Of de Nederlandse Opera
- „Musto, John: Volpone”
  - Sara Jobin, dyrygent; Lisa Hopkins, Joshua Jeremiah, Museop Kim, Jeremy Little, Rodell Rosel & Faith Sherman; Blanton Alspaugh, Wolf Trap Opera Company
- „Shostakovich: The Nose”
  - Walerij Giergijew, dyrygent; Andrei Popov, Sergei Semishkur & Vladislav Sulimsky; James Mallinson, Orchestra Of The Mariinsky Theatre; Chorus Of The Mariinsky Theatre
- „Tan Dun: Marco Polo”
  - Tan Dun, dyrygent; Stephen Bryant, Sarah Castle, Zhang Jun, Nancy Allen Lundy, Stephen Richardson & Charles Workman; Ferenc van Damme, Netherlands Chamber Orchestra; Cappella Amsterdam

Best Choral Performance
- „Handel: Coronation Anthems”
  - Harry Christophers, dyrygent Alastair Ross; The Sixteen Orchestra; The Sixteen
- „Mahler: Symphony No. 8; Adagio From Symphony No. 10”
  - Michael Tilson Thomas, dyrygent; Ragnar Bohlin, Kevin Fox & Susan McMane, Laura Claycomb, Anthony Dean Griffey, Elza van den Heever, Katarina Karnéus, Quinn Kelsey, James Morris, Yvonne Naef & Erin Wall; San Francisco Symphony; Pacific Boychoir, San Francisco Symphony Chorus & San Francisco Girls Chorus
- „Penderecki: Utrenja”
  - Antoni Wit, dyrygent; Gennady Bezzubenkov, Iwona Hossa, Piotr Kusiewicz, Piotr Nowacki & Agnieszka Rehlis; Warsaw Philharmonic Orchestra; Warsaw Boys’ Choir & Warsaw Philharmonic Choir
- „Song Of The Stars: Granados, Casals & Blancafort”
  - Dennis Keene, dyrygent Erica Kiesewetter; Mark Kruczek & Douglas Riva; Voices Of Ascension
- „A Spotless Rose”

Paul McCreesh, dyrygent The Gabrieli Consort
Best Instrumental Soloist(s) Performance (With Orchestra)
- „Bartók: 3 Concertos”
  - Pierre Boulez, dyrygent (Pierre-Laurent Aimard, Jurij Baszmiet, Gidon Kremer, Neil Percy, Tamara Stefanovich & Nigel Thomas; Berliner Philharmoniker & London Symphony Orchestra)
- „Bermel, Derek: Voices For Solo Clarinet And Orchestra”
  - Gil Rose, dyrygent; Derek Bermel (Boston Modern Orchestra Project)
- „Korngold: Violin Concerto In D Major, Op. 35”
  - Carlos Miguel Prieto, dyrygent; Philippe Quint (Orquesta Sinfónica de Mineria)
- „Prokofiev: Piano Concertos Nos. 2 & 3”
  - Władimir Aszkenazi, dyryhent; Evgeny Kissin (Philharmonia Orchestra)
- „Salonen, Esa-Pekka: Piano Concerto”
  - Esa-Pekka Salonen, dyrygent; Yefim Bronfman (Los Angeles Philharmonic)

Best Instrumental Soloist Performance (Without Orchestra)
- „Caroline Goulding” – Caroline Goulding (Christopher O’Riley & Janine Randall)
- Chopin” – Maria João Pires
- „Journey To The New World” – Sharon Isbin (Joan Baez & Mark O’Connor)
- „Oppens Plays Carter” – Ursula Oppens
- „Sonatas & Etudes” – Yuja Wang

Best Chamber Music Performance
- „Ginastera: String Quartets” (Complete) – Enso Quartet (Lucy Shelton)
- „The Hungarian Album” – Guarneri Quartet
- „Intimate Letters” – Emerson String Quartet
- „Schumann/Bartók: The Berlin Recital” – Martha Argerich & Gidon Kremer
- „Takemitsu, Toru: And Then I Knew 'Twas Wind” – Yolanda Kondonassis, Cynthia Phelps & Joshua Smith

Best Small Ensemble Performance
- „Bach: Orchestral Suites For A Young Prince”
  - Monica Huggett, dyrygent; Gonzalo X. Ruiz; Ensemble Sonnerie
- „Josquin: Missa Malheur Me Bat”
  - Peter Phillips, dyrygent; Tallis Scholars
- „Lang, David: The Little Match Girl Passion”
  - Paul Hillier, dyrygent; Ars Nova Copenhagen & Theatre Of Voices
- „Song Of Songs”
  - Stile Antico (Alison Hill & Benedict Hymas)
- „Vivaldi: Concertos”
  - Daniel Hope & Anne Sofie von Otter; Chamber Orchestra Of Europe (Kristian Bezuidenhout)

Best Classical Vocal Performance
- „Bach” – Anne Sofie von Otter (Lars Ulrik Mortensen; Anders J. Dahlin, Jakob Bloch Jespersen, Tomas Medici & Karin Roman; Concerto Copenhagen)
- „Bel Canto Spectacular” – Juan Diego Flórez (Daniel Oren; Daniella Barcellona, Patrizia Ciofi, Plácido Domingo, Mariusz Kwiecien, Anna Netrebko & Fernando Piqueras; Orquestra de la Comunitat Valenciana; Cor de la Generalitat Valenciana)
- „Recital At Ravinia” – Lorraine Hunt Lieberson (Drew Minter; Peter Serkin)
- „Un Frisson Français” – Susan Graham (Malcom Martineau)
- „Verismo Arias” – Renée Fleming (Marco Armiliato; Jonas Kaufmann; Orchestra Sinfonica Di Milano Giuseppi Verdi; Coro Sinfonica Di Milano Giuseppi Verdi)

Best Classical Contemporary Composition
- „Crumb, George: The Winds Of Destiny” – George Crumb (James Freeman)
- „Higdon, Jennifer: Percussion Concerto” – Jennifer Higdon (Marin Alsop)
- „Pärt, Arvo: In Principio” – Arvo Pärt (Tõnu Kaljuste)
- „Sierra, Roberto: Missa Latina 'Pro Pace'” – Roberto Sierra (Andreas Delfs)
- „Wyner, Yehudi: Piano Concerto 'Chiavi In Mano'” – Yehudi Wyner (Robert Spano)

Best Classical Crossover Album
- A Company of Voices: Conspirare in Concert
  - Craig Hella Johnson, dyrygent; Conspirare (Tom Burritt, Ian Davidson & Bion Tsang)
- Jazz-Clazz – Paquito D’Rivera Quintet (Trio Clarone)
- The Melody Of Rhythm
  - Leonard Slatkin, dyrygent; Béla Fleck, Zakir Hussain & Edgar Meyer (Detroit Symphony Orchestra)
- QSF Plays Brubeck – Quartet San Francisco
- Twelve Songs by Charles Ives
  - Theo Bleckmann; Kneebody
- Yo-Yo Ma & Friends: Songs of Joy & Peace – Yo-Yo Ma (Odair Assad, Sergio Assad, Chris Botti, Dave Brubeck, Matt Brubeck, John Clayton, Paquito D’Rivera, Renée Fleming, Diana Krall, Alison Krauss, Natalie McMaster, Edgar Meyer, Cristina Pato, Joshua Redman, Jake Shimabukuro, Silk Road Ensemble, James Taylor, Chris Thile, Wu Tong, Alon Yavnai i Amelia Zirin-Brown)

### Wideoklipy
Best Short Form Music Video
- „Mr. Hurricane” – Beast
  - Ben Steiger Levine, reżyseria; Sach Baylin-Stern, produkcja
- „Boom Boom Pow” – The Black Eyed Peas
  - Mat Cullen & Mark Kudsi, reżyseria; Anna Joseph & Patrick Nugent, produkcja
- „Life in Technicolor II” – Coldplay
  - Dougal Wilson, reżyseria; Matthew Fone, produkcja
- „Wrong” – Depeche Mode
  - Patrick Daughters, reżyseria; Jonathan Lia, produkcja
- „Her Morning Elegance” – Oren Lawi
  - Oren Lawi, Merav Nathan & Yuval Nathan, reżyseria; Oren Lawi, produkcja

Best Long Form Music Video
- „In Boston” – Chris Botti
  - Jim Gable, reżyseria; Bobby Colomby, produkcja
- „Johnny Cash’s America” – Johnny Cash
  - Robert Gordon & Morgan Neville, reżyseria; Robert Gordon & Morgan Neville, produkcja
- „Anita O’Day – The Life Of A Jazz Singer” – Anita O’Day
  - Robbie Cavolina & Ian McCrudden, reżyseria; Robbie Cavolina, Melissa Davis & Ian McCrudden, produkcja
- „Love, Pain & The Whole Crazy World Tour Live” – Keith Urban
  - Chris Hicky, reżyseria; Blake Morrison, produkcja
- „The Beatles Love – All Together Now” – różni artyści
  - Adrian Wills, reżyseria; Martin Bolduc i Jonathan Clyde, produkcja

## Ciekawostki
- Beyoncé Knowles ustanowiła nowy rekord dla największej liczby nagród Grammy zdobytej na jednej gali przez kobietę, wygrywając 6 statuetek. Wcześniejszy rekord, 5 trofeów, należał do sześciu artystek, wśród których była również Knowles.
- Taylor Swift (20) stała się najmłodszą artystką w historii, która zdobyła nagrodę dla albumu roku.
- W odpowiedzi na trzęsienia ziemi na Haiti, wielu wokalistów, prezenterów oraz nominowanych przypięło do swoich strojów symboliczne wstążki, oznaczające wsparcie wobec działań Czerwonego Krzyża. Poza tym Andrea Bocelli, Mary J. Blige i David Foster dali specjalny występ, śpiewając Bridge over Troubled Water. Jego zapis dostępny był w formie digital download, a zebrane środki zostały przekazane na pomoc poszkodowanym.
- Podczas ceremonii oddano hołdy Michaelowi Jacksonowi (jego dzieci przyjęły na scenie specjalną nagrodę) oraz Les Paulowi.
- Transmisja telewizyjna gali miała największą oglądalność od 2004 roku.